# Cornelis van der Meulen

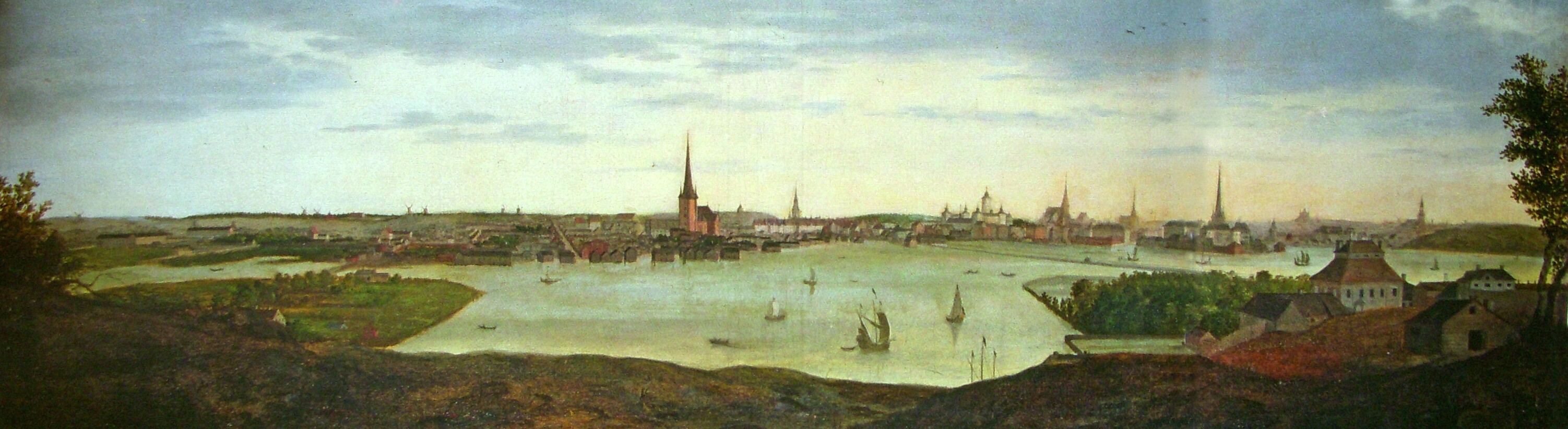
Vy över Stockholm från Kungsholmen målad av Cornelis van der Meulen 1691.

Corneli(u)s van der Meulen (Vermeulen), född 5 september 1642 i Dordrecht, död årsskiftet 1691–1692 i Stockholm, var en nederländsk målare.
Han var son till tygmakaren Cornelis Adrianson van der Meulen och Helena Gijsbrecht van der Spiegel. Enligt Arnold Houbraken var han nämnd som elev till Samuel van Hoogstraten i Dordrecht 1657 och fortsatte troligen sina stuidier på 1660-talet av någon mästare från Delftskolan. Han kom till Sverige under första halvåret av 1678 och beviljades inträde som gesäll vid Stockholms målarämbete 1678 efter att han visat upp provmålningen Lilla breffstycket. På Ericsbergs fideikommiss i Sörmland utförde han 1681 två av dörröverstycken i form av vanitastilleben. På Eciksberg finns ytterligare större målningar av van der Meulen som är signerade men inte daterade. 
Han knöts som dekorationsmålare vid Drottningholms slott 1683 där hans arbetsuppgift var  måleriarbeten på fem stora fönster i audienssalen. van der Meulen målade främst stilleben och porträtt. Ett brevstycke av van der Meulen finns i de kungliga samlingarna på Stockholms slott. Helt unik bland van der Meulens målningar är den panoramabild han utförde av Stockholm omkring 1690. Utsikten är tagen från Kungsklippan på Kungsholmen och troligen har han använt en camera obscura vid framställningen av målningen som numera ingår i Stockholms stadsmuseums samling. van der Meulen var redan vid sin ankomst till Sverige en skicklig målare men kontakten med den svenska konstnärsmiljön ledde till att han influerades av Christian von Thum och det var även Thum som förmedlade van der Meulens kontakter med Christoffer Gyllenstierna på Ericsberg och änkedrottning Hedvig Eleonora. van der Meulen finns representerad vid bland annat Nationalmuseum, Stadsmuseet i Stockholm  och i Gripsholmssamlingen samt något Nederländskt museum.